# Плешкене, Мариона Станиславовна
Мариона Станиславовна Плешкене — советский литовский хозяйственный деятель, Герой Социалистического Труда.

## Биография
Родилась в 1909 году в Килюненяе.
В 1944—1951 — работница по уходу за поросятами колхозной фермы.
В 1951—1964 — свинарка колхоза «Лепсна» Тельшяйского района Литовской ССР.
Указом Президиума Верховного Совета СССР от 5 апреля 1958 года присвоено звание Героя Социалистического Труда с вручением ордена Ленина и золотой медали «Серп и Молот».
Умерла в 1984 году в Пликияе.

## Награды и звания
- Герой Социалистического Труда (05.04.1958)
- Орден Ленина (05.04.1958)